# 汽车喇叭

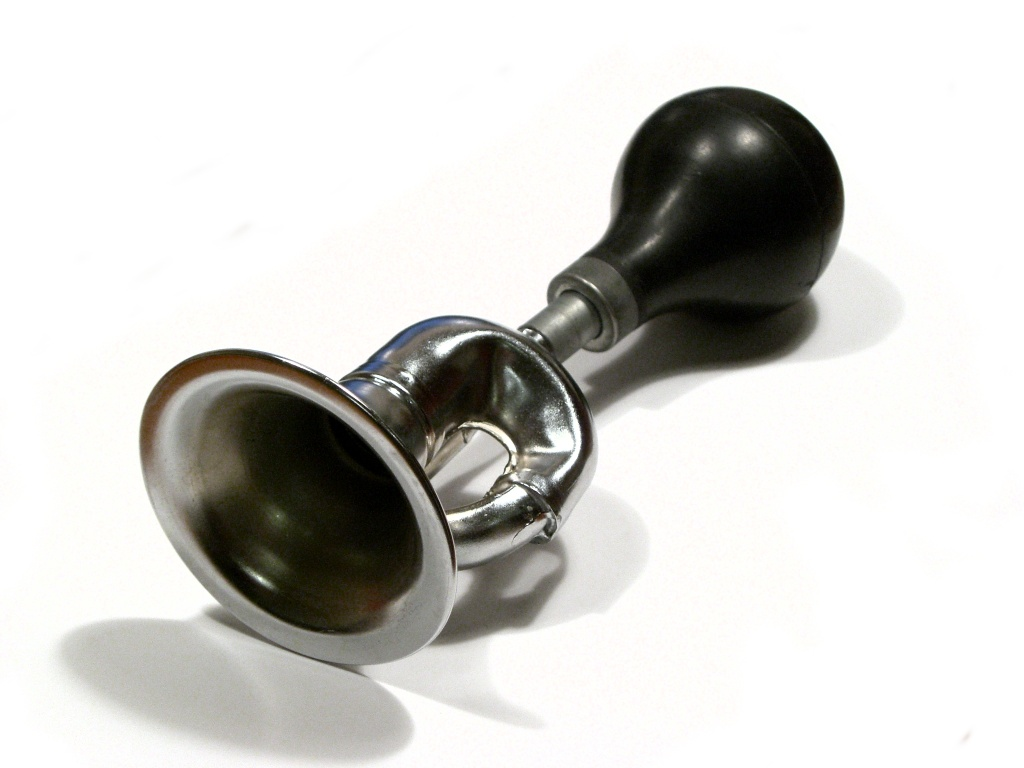
汽车喇叭

汽车喇叭是指安装在機動車輛上的喇叭（发声装置），這種喇叭與安裝在鐵路列車、轮船及其他交通工具上的喇叭屬於同一類型。汽車喇叭當汽車距離其他車輛或行人較近時，汽車司機为了警告其他车辆或行人，就會讓汽車喇叭發出聲音，這一動作就叫作鳴笛。一些国家制定法律要求机动车辆、船舶和火车必须安装喇叭。